# Тейлор Тауншип (округ Фултон, Пенсільванія)
Тейлор Тауншип (англ. Taylor Township) — селище (англ. township) в США, в окрузі Фултон штату Пенсільванія. Населення — 1065 осіб (2020).

## Демографія
Згідно з переписом 2010 року, у селищі мешкало 1118 осіб у 433 домогосподарствах у складі 319 родин. Було 511 помешкання
Расовий склад населення:
| - 98,1 % — білих - 0,5 % — корінних американців - 0,1 % — чорних або афроамериканців |

До двох чи більше рас належало 0,7 %. Частка іспаномовних становила 1,5 % від усіх жителів.
За віковим діапазоном населення розподілялося таким чином: 24,9 % — особи молодші 18 років, 58,6 % — особи у віці 18—64 років, 16,5 % — особи у віці 65 років та старші. Медіана віку мешканця становила 40,0 року. На 100 осіб жіночої статі у селищі припадало 105,5 чоловіків;  на 100 жінок у віці від 18 років та старших — 105,9 чоловіків також старших 18 років.
Середній дохід на одне домашнє господарство  становив 52 991 долар США (медіана — 52 500), а середній дохід на одну сім'ю — 56 796 доларів (медіана — 51 364). Медіана доходів становила 43 100 доларів для чоловіків та 29 265 доларів для жінок. За межею бідності перебувало 13,5 % осіб, у тому числі 13,8 % дітей у віці до 18 років та 15,9 % осіб у віці 65 років та старших.
Цивільне працевлаштоване населення становило 402 особи. Основні галузі зайнятості: виробництво — 22,9 %, освіта, охорона здоров'я та соціальна допомога — 22,6 %, будівництво — 10,9 %, роздрібна торгівля — 8,7 %.